# Szamojéd (kutyafajta)
A szamojéd (samoyed) kutyafajta az őshazájában, Szibériában, a Jenyiszej és az Ob folyó közötti területen élő szamojéd népcsoportról kapta nevét, az ottani emberek mindenes munkakutyája volt. Használták rénszarvasterelésre, szánhúzásra és vadászatra egyaránt - a szamojédek nagy becsben tartották kutyáikat, hiszen a mindennapi túlélés nélkülük lehetetlen lett volna számukra.
A mai szamojédek rendkívül tetszetős küllemű és kedves karakterű kutyák, elsősorban kedvencként tartják őket, de kiválóan alkalmasak különböző kutyás sportokra is (szánhúzás, terelés, agility stb.). Általában könnyebben kezelhetők, mint a többi szánhúzó fajta, de határozott, következetes gazdára van szükségük.

## Eredete és története
Szibériából, az Ob és Jenyiszej folyó közötti területről származik, őshazájában rendkívül fontos szerepet töltött be az ott élő emberek mindennapi életében. A szamojéd népcsoportok félnomád életmódot folytattak, kutyáik segítették őket a nagy rénszarvascsordák mozgatásában, különböző terhek cipelésében, vontatásában, és a vadászatban. Éjszakánként a sátraikat melegítették, és gyengéd játszópajtásai voltak a gyermekeiknek.
Európai elterjedése elsősorban az Északi- és Déli-sark felfedezésére irányuló expedíciókkal indult, a felfedezők innen hazavitt kutyái, illetve az Ernest-Killburn Scott angol zoológus által importált kutyák a mai szamojéd ősei. A tervezett tenyésztés kezdetén még fekete és barna kutyákat is bevontak (az első hivatalos fajtaleírásban még elfogadottak voltak ezek a színek), de később elkezdtek a fehér színre szelektálni.

## Mérete
A kanok ideális marmagassága 57 cm (+/- 3 cm) a szukáké 53 (+/- 3 cm). A testhossz - ideális esetben- nem sokkal haladja meg a marmagasságot. A testsúly, a magassággal arányban kb. 19–28 kg között.

## Mozgásigénye
Meglehetősen nagy mozgásigényű, és megfelelő motiváció mellett jól képezhető. Érdemes vele valamilyen kutyás sportot legalább hobbi szinten, napi rendszerességgel gyakorolni.

## Előnyei
Látványos megjelenésű, hosszú, fehér bundája, jellegzetes, mosolygós arckifejezése sokakat rabul ejt. Idegenekkel szemben is kedves, barátságos, emberrel szemben sohasem agresszív, imádja a gyerekeket. Túlzásoktól mentes testalkatánál fogva sokféle kutyás sportra alkalmas, megfelelő kiképzés mellett a szánhúzó mivoltából eredő önálló természete jól kordában tartható, jutalomfalattal általában jól motiválható. Számos kutyás sportban hallani eredményes szamojédekről: szánhúzás, agility, dog-dancing, terelés és engedelmesség, de ha valaki csupán egy társat, jó természetű házi kedvencet szeretne, az sem fog csalódni.

## Hátrányai
A szamojédek többsége nem kertbarát, előszeretettel ássa ki és rágja szét a különböző növényeket - főként ha nem foglalkoznak vele eleget. Elég sokat ugat, jelzőkutyának jó, de házőrzésre alkalmatlan. Mivel őshazájában leginkább önállóan dolgozott, ezért kissé önfejű és makacs. Évente egyszer, általában nyár elején (de nem törvényszerűen), illetve szukáknál tüzelés idején, ledobják tömött, gyapjas aljszőrüket, ilyenkor az átlagos heti 1-2 alkalmas fésülésnél több ápolásra van szükségük.

## Külső hivatkozások
- Szamojéd fajtaleírás: a hófehér bundájú felfedező
- Szamojéd fajtaismertető a Kutya-Tár-ban
- Szamojéd.lap.hu – Linkgyűjtemény